# VinFast VF 5
VinFast VF 5 – elektryczny samochód osobowy typu crossover klasy miejskiej produkowany pod wietnamską marką VinFast od 2023 roku.

## Historia i opis modelu

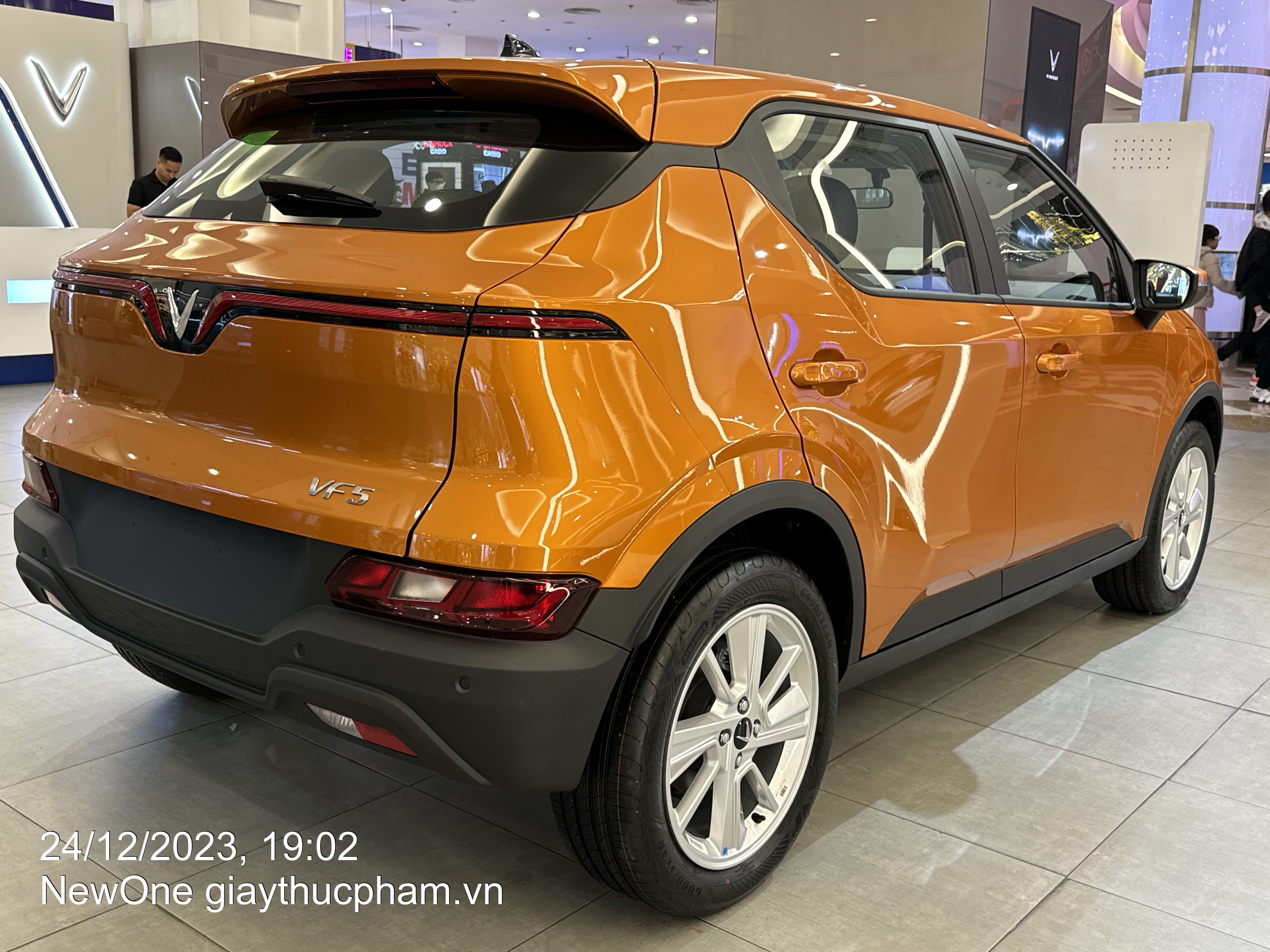
VinFast VF 5 - tył

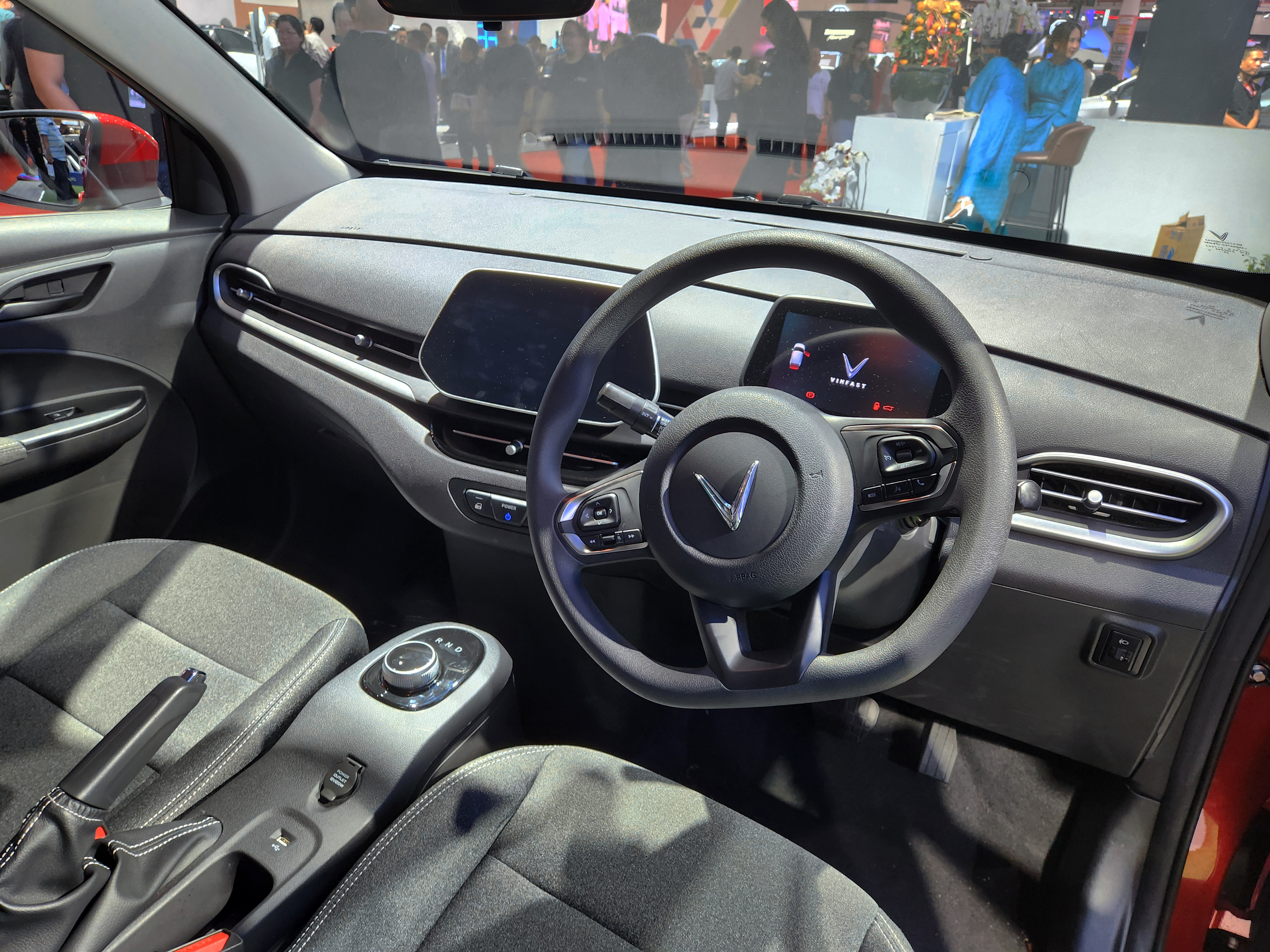
VinFast VF 5 - kokpit

W styczniu 2022 podczas targów technologicznych CES w Las Vegas wietnamskie przedsiębiorstwo VinFast, oprócz amerykańskiej specyfikacji modeli VF 8 i VF 9, przedstawił także trzy przedprodukcyjne prototypy zwiastujące dalszą rozbudowę gamy. Wśród nich, najmniejszym została zapowiedź miejskiego VF 5. 
Produkcyjny wariant przedstawiono na lokalnym rynku wietnamskim wiosną 2023, w stosunku do prototypu wprowadzając kosmetyczne wizualne zmiany m.in. w wielkości reflektorów w zderzakach, długości pasa z diodami LED przy krawędzi maski czy wytłoczeniu przetłoczeń na drzwiach. Zachowano przy tym wangardowy, bogaty w akcenty stylistyczne wygląd z opcjonalnym dwubarwnym malowaniem nadwozia. Proste, minimalistyczne wnętrze zdominowały dwa wyświetlacze pełniące kolejno funkcję zegarów i centrum sterowania multimediami.

### Sprzedaż
VF 5 trafił do sprzedaży w lokalnym Wietnamie w grudniu 2022 roku, kiedy to otwarto zamówienia na pojazdy jeszcze przed debiutem rynkowym. Samochód zdobył duże zainteresowanie, w ciągu 9 godzin zyskując 3 tysiące rezerwacji. Dostawy pierwszych sztuk rozpoczęły się z kolei w kwietniu 2023 roku, pozycjonując małego crossovera jako najtańszy samochód w gamie VinFast konkurujący zarówno z chińskimi samochodami elektrycznymi, jak i małymi spalinowymi alternatywami. Producent zaoferował 7-letnią gwarancję z limitem 140 tysięcy kilometrów, a także całodobowy pakiet pomocy drogowej i awaryjnego ładowania świadczonego w 63 wietnamskich prowincjach w kooperacji z lokalnymi punktami dealerskimi.

### Dane techniczne
VinFast VF 5 to samochód w pełni elektryczny, do którego układu napędowego wykorzystano 134-konny silnik elektryczny rozwijający maksymalnie 135 Nm momentu obrotowego. Akumulator o pojemności 37,23 kWh pozwala na przejechanie na jednym ładowaniu ok. 300 kilometrów w cyklu mieszanym według wycofywanej w momencie debiutu przestarzałej chińskiej normy pomiarowej NEDC.